# Adisorn Promrak
Adisorn Promrak (taj. อดิศร พรหมรักษ์, ur. 21 października 1993 w Songkhla) – tajski piłkarz grający na pozycji środkowego obrońcy. Od 2016 roku jest zawodnikiem klubu Muangthong United.

## Kariera piłkarska
Swoją karierę piłkarską Promrak rozpoczął w klubie Buriram United i grał w nim w juniorach. W 2012 roku został zawodnikiem klubu Army United FC i wtedy też zadebiutował w jego barwach w Thai Premier League. W Army United grał przez dwa sezony.
W 2014 roku Promrak przeszedł do BEC Tero Sasana FC. Zadebiutował w nim 23 lutego 2014 w zremisowanym 0:0 wyjazdowym meczu z Samut Songkhram FC. W BEC Tero Sasana grał do połowy 2016 roku.
W 2016 roku Promrak został zawodnikiem Muangthong United. Swój debiut w nim zaliczył 25 czerwca 2016 w wygranym 4:1 domowym meczu z Nakhonem Ratchasima. W 2016 roku wywalczył tytuł mistrza Tajlandii.
| Sezon | Klub              | Kraj      | Rozgrywki      | Mecze | Gole |
| ----- | ----------------- | --------- | -------------- | ----- | ---- |
| 2012  | Army United       | Tajlandia | Premier League | 22    | 0    |
| 2013  | Army United       | Tajlandia | Premier League | 26    | 0    |
| 2014  | BEC Tero Sasana   | Tajlandia | Premier League | 24    | 0    |
| 2015  | BEC Tero Sasana   | Tajlandia | Premier League | 14    | 0    |
| 2016  | BEC Tero Sasana   | Tajlandia | Premier League | 11    | 0    |
| 2016  | Muangthong United | Tajlandia | Premier League | 11    | 1    |
| 2017  | Muangthong United | Tajlandia | Premier League | 17    | 0    |
| 2018  | Muangthong United | Tajlandia | Premier League | 22    | 1    |

## Kariera reprezentacyjna
W reprezentacji Tajlandii Promrak zadebiutował 25 maja 2014 roku w zremisowanym 1:1 towarzyskim meczu z Kuwejtem. W 2019 roku powołano go do kadry na Puchar Azji.